# Thomas Hill Green
Thomas Hill Green, angleški politični filozof in politik, član filozofske šole britanskega idealizma, * 7. april 1836, Birkin, Yorkshire, Anglija, † 15. marec 1882, Oxford, Anglija.
Rodil se je vaškemu župniku v vasi Birkin v Angliji. Do 14. leta se je šolal doma, nato pa se je vpisal v šolo Rugby, kjer se je izobraževal pet let.
Leta 1855 je postal študent  na kolidžu Balliol College, Oxford, kjer je diplomiral leta 1860. Nato je poučeval filozofijo na isti univerzi, kolidžu Christ Church, najprej kot tutor in od leta 1878 pa do svoje smrti kot profesor moralne filozofije.
Snov za poučevanje je jemal iz svojih dveh najpomembnejših del Prolegomena to Ethics (Prolegomena za etiko) in Lectures on the Principles of Political Obligation (Predavanja o načelih politične dolžnosti), ki sta bili objavljeni šele po njegovi smrti, vključno z njegovo laično pridigo Faith and The Witness of God (Vera in pričevanje o Bogu). Njegov pogled na filozofijo je bil poznan že iz dela Uvod v delo Davida Humea, ki sta ga napisala Green in njegov prijatelj T. H. Grose. V tem delu sta strokovno zapisala bistvo empirične filozofije. Poleg univerze se je ukvarjal z lokalno politiko, kjer je zastopal liberalno politiko. Boril se je tudi za volilno pravico moških iz nižjih družbenih slojev, ki niso izpolnjevali premoženjskega cenzusa za volilno pravico. V tem smislu je bil Green precej bolj temeljit, kot večina drugih liberalcev, čeprav še obdobju primerno ne radikalen, ko je šlo za volilno pravico žensk. Bil je zagovornik zmernosti in učinkovit član Oxfordskega mestnega sveta.
V okviru aktivnosti svoje liberalne stranke, je Green dal eno izmed najbolj znanih izjav o svoji liberalni politični filozofiji, v delu Lecture on Liberal Legislation and Freedom of Contract (Predavanja o liberalni zakonodaji in svobodi družbene pogodbe). V tistem času je poučeval tudi religijo, epistemologijo, etiko in politično filozofijo.
Umrl je zaradi krvne zastrupitve 15. marca 1882, star 45 let. Njegovega pogreba so se udeležili prijatelji, akademski kolegi ter približno dva tisoč sokrajanov.
Skepticizem in empirizem škotskega razsvetljenskega filozofa Davida Huma ter takrat aktualni evolucionizem so bile glavne paradigme mišljenja v Angliji v tretji četrtini 19. stoletja. Green je predstavljal idealistično reakcijo proti tem doktrinam. Trdil je, da so bile te doktrine pripeljane do logičnega zaključka in so upodobile filozofijo kot nesmiselno ter tudi, da so bile te doktrine neuporabne za praktično življenje. Trdil je, da so z reduciranjem človeškega uma na niz nepovezanih trenutnih občutkov ti nauki uničili možnost širšega spoznanja. Zanj je bilo pomembno, da je te nauke ovrgel, saj so podpirali redukcionistično pojmovanje duha, ki je bil v skladu z nastajajočo znanostjo psihologije. Green je poskušal izničiti zahteve psihologov, ki so trdili, da njihova mlada znanost zagotavlja nadomestek tradicionalnima epistemologiji in metafiziki.
Green je nadalje ugovarjal, da je takšno izkustvo predstavljalo človeka kot »bitje, ki je le posledica naravnih sil«, in s tem so vsa ravnanja oziroma teorije ravnanja brez smisla; za življenje v vsakem človeku razumljivi čuti nakazujejo na osebo samo, ki ve kaj je treba storiti in ima moč, da to stori. To ga je pripeljalo, da je, ne teoretično, ampak praktično spet načel vprašanje o povezanosti človeka in narave. Šele po odkritju, kakšen je človek sam po sebi in kakšen je njegov odnos z okoljem bomo vedeli, kakšna je njegova naloga. Na podlagi tega znanja se lahko oblikujejo moralna pravila, ki bodo služila kot merilo dejanskih državljanskih in družbenih ustanov. Ta pravila tvorijo izraz moralnih idej in da je za družbo nujno, da te moralne ideje končno dobijo pravo obliko.

## Socialni liberalizem
Thomas Hill Green je bil eden izmed najbolj vplivnih liberalnih filozofov. V delu Prolegomena to Etics (1884) so vidni začetki preoblikovanja angleškega liberalizma v socialno liberalno smer. Njegove ideje je treba razumeti v kontekstu zgodovinskih okoliščin, v katerih je živel in so posledica industrijske revolucije. V tem času je gospodarski razvoj spremljala vse večja razredna delitev. Delavci so imeli slabe delovne pogoje, slabo zdravstveno oskrbo, zato je od države zahteval naj vsem ljudem zagotovi enake možnosti in svoboščine. Poudaril je potrebo po moralnih in etičnih načelih ter obveznosti družbe kot celote za boljše zagotavljanje posameznikove možnosti samouresničenja. Njegovi ideji so sledili tudi drugi liberalni misleci, kot so David Ritchie, John Hobson in Leonard Hobhouse in v nekaj letih so njegove ideje postale uradna doktrina Liberalne stranke v Združenem kraljestvu, ki so predstavljale vzpon socialnega liberalizma in sodobne oblike socialne države.

## Kaj je človek?
Vprašanje »Kaj je človek?«, je po Hillu isto kot vprašanje »Kaj je izkušnja?«, saj izkušnja predstavlja zavedanje. Dejstva zavedanja so edina dejstva, do katerih smo upravičeni trditi, da obstajajo. Po drugi strani pa so veljavni dokaz, za kar je potrebno za njihovo lastno razlago, torej za vse, kar je logično vključeno v njih. Najosupljivejša značilnost človeka, ki ga posebej zaznamuje, je, v nasprotju z živalmi, samozavedanje. Najenostavnejše duševno dejanje, v katerem lahko proučujemo delovanje človeškega uma - dejanje dojemanja razuma - ni zgolj psihična ali fizična sprememba, ampak je zavest o spremembi.

## Teorija pravic
Če človek želi slediti svoji zavesti, se vanjo ne sme vmešavati zunanji svet. Človek potrebuje zaščito, da zavaruje svobodo mišljenja ter dejanj. Ta zaščita se v modernih družbah imenuje pravica. Teorija pravic pa je njegova najpomembnejša politična filozofija.
Trdi da je pravica moč, katere uveljavitev s strani človeka je prepoznana s strani družbe, in sicer kot bistvenega pomena za skupno dobro vseh ljudi ali podeljena s strani oblasti in katere vzdrževanje je priznano kot bistveno.
V prvi vrsti se je ukvarjal z moralnimi pravicami, to so pravice, ki so utemeljene in prepoznane na etičnih in ne zgolj na pravnih temeljih. Moralne pravice so nad zakonom. Čeprav se moralne pravice v osnovi razlikujejo od pravic danih s predpisi, so te moralne pravice še vedno izražene s predpisi, da lahko učinkujejo kot regulatorji človeškega delovanja. Zato je vloga države, da uveljavi pravice, ki izvirajo iz družbe, kot del razvijajoče se zavesti.

## Razmišljanje o verskem življenju
V sredini 19. stoletja je evolucionizem v geologiji in zatem v biologiji postavil kristijane v zadrego, ali na slepo slediti doktrini vere in Svetega pisma, ali pa sprejeti bolj smiselno, znanstveno razlago na pojave v naravi. Greenov učenec Scott Holland in drugi, kot so W. T. Davidson so ga imeli za reformatorja v verskih vprašanjih anglikanske cerkve. Njegova verska prepričanja so bila za sodobnike tako neobičajna, da so se  spraševali, če se sploh lahko imenuje kristijan. Green ni sprejemal dogem angleške cerkve, bil pa je odprt za deizem.
V svojem delu Essay on Christian Dogma (Esej o krščanskih dogmah) je označil oblikovanje verskih prepričanj kot poskus stvaritve verodostojnega izražanja o krščanskin dogmah ter zmožnost, da lahko kristijani, ne glede na čas in kraj, sami presojajo različne interpretacije svoje vere. Trdil je da v realnosti verska prepričanja niso večne resnice, ampak so metode, s katerimi ljudje rešujejo posebne zgodovinske probleme, kot so potrebe po posredovanju naukov Jezusa Kristusa. Verjel je, da verska prepričanja služijo opravičevanju načinov posredovanja naukov verskih voditeljev namesto posredovanju brezčasnega Jezusovega sporočila. Razlikoval je med “pogledom”, ki označuje sprejetje božanskosti Kristusa in obstoj Boga kot posledico fizičnega obstoja in “vero”, verovanje v Boga brez potrebe po dokazu o fizičnem obstoju. Tisti, ki zahtevajo čudežna znamenja, da verjamejo v Boga, bi ta znamenja imeli zgolj za čudež in ne kot sredstvo za krepitev svoje vere. Čeprav je obravnaval vero kot »primarno formativno načelo«, je trdil, da je vera, ki je pravilno usmerjena bistvenega pomena za človekovo odrešenje in kot taka prinese posamezniku bolj razvito razumevanje duhovnega in jasnejše prepoznavanja lastne resnične narave. To pa povzroči pri posamezniku globljo zavest boga kot vir znanja in obstoja ter večjo ljubezen do boga. Trdil je tudi da je človek neka oblika vesti. Človek mora dvomiti o cerkveni pravovernosti, ker se božji zakon resnično najde le v vesti vsakega človeškega bitja.
Čeprav je verjel, da je želja po zemeljski slavi posledica grešnega ponosa, ni pa verjel, da bi se pravi kristijan umaknil iz družbe. Verjel je, da vera ene osebe lahko služi k vzbuditvi vere v drugi osebi. Komunikacija med verniki je komunikacija boga k sebi. Ko vernik preverja svoje verovanje z verovanjem drugega v njegovi duhovni skupnosti postane božja beseda jasnejša v mislih vseh. Humaniziral je pojem nesmrtnosti in intrepetiral edinstveno božanstvo Jezusa Kristusa.

## Etika in moralna filozofija
Green je prišteval etiko k istemu procesu dojemanja in izkušenj ter jo razširil na raziskovanje narave človeštva in družbe. Samorefleksija je postopoma razkrila človeške zmogljivosti, človeško delovanje in posledično človeško odgovornost. Zaradi tega se posameznik zave potrebe po realizaciji svojega delovanja. Ta zavest, kombinirana s preiskovanjem okolice, kjer človek živi, je prispevala k »moralnemu kodeksu«.

## Vplivi Greenove filozofije
Njegov filozofski vpliv je bil najmočnejši v zadnji četrtini 19. stoletja v Angliji. Njegovo navdušenje nad tem, da bi se morale univerze bolj povezati z ljudmi in da bi se morale razredne razlike med različnimi sloji prebivalstva zmanjšati pa je dobilo večji vpliv šele po njegovi smrti.
Na Univerzi St. Andrews je njegove ideje širil, njegov nekdanji učenec, profesor David George Ritchie. John Dewey pa je napisal številne eseje o Greenovih razmišljanjih, vključno s samouresničitvijo kot moralnim idealom.
Velikokrat so ga citirali socialno-liberalni politiki, kot so Herbert Samuel in H. H. Asquith, ki so študirali na Balliol College v Oxfordu.
Green velja za prvega filozofa socialne pravičnosti, zato je Roy Hattersley pozval kabinet ministrov naj pri reševanju problemov socialne pravičnosti v Britaniji v 21.stoletju uporabijo njegova razmišljanja.
- On the Different Senses of “Freedom” as Applied to Will and the Moral Progress of Man
- Prolegomena to Ethics, Lectures on the Principles of Political Obligation
- Lecture on Liberal Legislation and Freedom of Contract
- Introduction
- Essay on Christian Dogma
- The Conversion of Paul
- Faith
- Incarnation
- Immortality
- Justification by Faith
- Metaphysic of Ethics, Moral Psychology, Sociology or the Science of Sittlichkeit
- Witness of God
- Nigh Thee